# 复合跳
Paradiddle-diddle意為「交替重複-再重複」，是鼓樂的基本技法，Para是左右交替，diddle是重複，加多一個diddle表示再重複，這組合可產生成一種六連音的打擊音效。
標準模式：RLRRLL 或 LRLLRR（R是右手、L是左手）
相反模式：RLLRRL 或 LRRLLR

如Paradiddle一樣，其位置可自由轉換，配合力度可產生不同音色和密集的打擊音效。
例如：
1. RLRRLL RLRRLL RLRRLL RLRRLL（由Snare去到FloorTom，每一個鼓打一組）
2. [CTFFSS CTFFSS CTFFSS CTFFSS] SSSS（方框內的是32分音符，最後的是16分音符，C是Ride Cymbal，T是細咚咚鼓，其他tomtom鼓，F是Floor Tom，S是Snare）

## 外部連結
- Paradiddle-diddle用法 （页面存档备份，存于）